# سنت-سیران-دو-جامبوت
سنت-سیران-دو-جامبوت (به فرانسوی: Saint-Cyran-du-Jambot) یک کمون در فرانسه است که در اندر واقع شده‌است. سنت-سیران-دو-جامبوت ۱۴٫۲۱ کیلومتر مربع مساحت و ۲۰۶ نفر جمعیت دارد و ۱۳۲ متر بالاتر از سطح دریا واقع شده‌است.